# Кметство
Кме́тство (болг. кметство) — административно-территориальная единица Болгарии, приблизительно соответствующая сельскому совету в странах бывшего СССР. Несколько (до нескольких десятков) кметств составляют общину.
В состав кметства входят один или несколько населённых пунктов с общим населением не менее 350 человек. Кметства создаются решением общинного совета; главой кметства является кмет, избираемый его жителями. В более мелких населённых пунктах, где нет своего кметства, кмет общины назначает в них кметских наместников.